# Семёшево
Семёшево — деревня в Антроповском муниципальном районе Костромской области. Входит в состав Котельниковского сельского поселения

## География
Находится в центральной части Костромской области на расстоянии приблизительно 39 км на юг-юго-запад по прямой от поселка Антропово, административного центра района на левом берегу реки Кусь.

## История
В XIX — начале XX века деревня относилась к Галичскому уезду Костромской губернии. В 1872 году здесь было учтено 7 дворов, в 1907 году —8.

## Население
Постоянное население составляло 55 человек (1872 год), 44 (1897), 41 (1907), 9 в 2002 году (русские 100 %), 2 в 2022.